# Prieschka
Prieschka is een plaats en voormalige gemeente in de Duitse deelstaat Brandenburg en maakt deel uit van de gemeente Bad Liebenwerda in het Landkreis Elbe-Elster.

## Geschiedenis
De toenmalige zelfstandige gemeente werd op 6 december 1993 geannexeerd door de gemeente Bad Liebenwerda.